# Талами
Талами́ (фр. Thalamy, окс. Talamin) — коммуна во Франции, находится в регионе Лимузен. Департамент — Коррез. Входит в состав кантона Бор-лез-Орг. Округ коммуны — Юссель.
Код INSEE коммуны — 19266.
Коммуна расположена приблизительно в 380 км к югу от Парижа, в 105 км восточнее Лиможа, в 65 км к северо-востоку от Тюля.

## Население
Население коммуны на 2008 год составляло 95 человек.
| 1962 | 1968 | 1975 | 1982 | 1990 | 1999 | 2008 |
| ---- | ---- | ---- | ---- | ---- | ---- | ---- |
| 120  | 128  | 117  | 98   | 92   | 85   | 95   |

## Экономика
В 2007 году среди 48 человек в трудоспособном возрасте (15-64 лет) 31 были экономически активными, 17 — неактивными (показатель активности — 64,6 %, в 1999 году было 72,2 %). Из 31 активных работали 29 человек (13 мужчин и 16 женщин), безработных было 2 (0 мужчин и 2 женщины). Среди 17 неактивных 4 человека были учениками или студентами, 11 — пенсионерами, 2 были неактивными по другим причинам.